# هربرت مارتین
هربرت مارتین (انگلیسی: Herbert Martin; ۲۹ اوت ۱۹۲۵ – ۲۹ سپتامبر ۲۰۱۶) بازیکن فوتبال اهل آلمان بود.
از باشگاه‌هایی که در آن بازی کرده‌است می‌توان به باشگاه فوتبال زاربروکن اشاره کرد.
وی همچنین در تیم ملی فوتبال زارلند بازی کرده‌است.